# Kifl
Kifl (arabsko الكفل; znan tudi kot Al Kifl) je mesto in središče okrožja v guvernatu Babilon, v jugovzhodnem Iraku ob reki Evfrat, med Nadžafom in Al Hillahom. V mestu in okolici živi okoli 22.000 prebivalcev. Kifl je lokacija mošeje Al-Nukhailah, ki vsebuje grob Dhu al-Kifla, za katerega se verjame, da je svetopisemski prerok Ezekiel. Razlog, zakaj so Božjega preroka imenovali Dhu al-Kifl je, ker je poskrbel za zadevo in jo izpolnil. 
Projekt prenove grobnice in njenega razvoja kot turistične atrakcije se je izkazal za spornega.
Mesto je bilo do poznih 1940-ih pomemben judovski romarski kraj in dom skupnosti iraških Judov.